# اما رامیرز
اما رامیرز (انگلیسی: Emma Ramírez؛ زادهٔ ۱۰ مهٔ ۲۰۰۲) بازیکن فوتبال اهل اسپانیا است.